# Werving en selectie
Werving en selectie, ook wel recruitment genoemd, verwijst naar het proces van aantrekken, selecteren en aanstellen van geschikte kandidaten voor een (vaste) baan of tijdelijk werk, in lijn met de strategie en doelstellingen van een organisatie of onderneming. Het is onderdeel van het personeelsbeleid van een onderneming of openbare dienst dat soms wordt uitbesteed aan dienstverleners of overheden actief in arbeidsbemiddeling. 

## Instrumenten
Een organisatie die invulling zoekt voor een functie, kan gebruikmaken van onder meer:
- interne werving
- via-viawerving
- directe benadering of headhunting
- eigen website
- advertenties in dagbladen of specialistische bladen (bijvoorbeeld vakbladen)
- adverteren via internetzoekmachines, vacaturesites of social media
- cv's zoeken in een vacaturebank met eigen cv-bank
- contacten met scholen en universiteiten
- presentaties op beurzen, seminars en evenementen
- adverteren via andere media, zoals tv, radio, buitenreclame of guerrillamarketing.

## Recruiter
Een organisatie zal doorgaans personeel eerst zelf proberen te werven en selecteren, zonder een derde partij, al dan niet met behulp van externe adviseurs. Degene die deze specialistische taak uitvoert, wordt vaak recruiter genoemd. De recruiter is een functie die meestal valt onder de afdeling personeelszaken of humanresourcesmanagement (hrm) en veel voorkomt bij grotere organisaties. Vaker wordt deze functie uitgevoerd als onderdeel van het brede takenpakket van een medewerker personeelszaken.

## Vacaturesite
Het gedeelte van de website waar de vacatures staan en waar informatie staat over "werken bij ..." wordt wel de vacaturesite genoemd. Deze informeert over hoe het is om te werken bij de organisatie, welke vacatures openstaan en hoe gesolliciteerd kan worden.
Een website met personeelsadvertenties waar meerdere werkgevers adverteren wordt een vacaturebank genoemd. Er bestaan ook websites waar freelancers zich aanbieden en waar opdrachtgevers deze mensen kunnen vinden. Op deze websites kunnen concrete projecten of vacatures worden geplaatst door een werkgever.

## Detacheren
Een andere vorm van het invullen van een functie is het detacheren van personeel. De werknemer heeft in dit geval een contract met de detacheringsorganisatie en wordt op projectbasis gedetacheerd bij verschillende opdrachtgevers. Dit contract is vaak voor een bepaalde periode, maar kan ook voor onbepaalde tijd zijn. In beide gevallen is een opzegtermijn verwerkt in het contract en kan sprake zijn van secundaire arbeidsvoorwaarden als pensioenopbouw, auto, mobiele telefoon of een spaarregeling. Detacheringsorganisaties zijn vaak gespecialiseerd in vakdisciplines (verkoop, marketing, financiële functies, legal, ICT, engineering etc.).

## Detavast
Detacheerders bieden vaak ook werving en selectie aan, al dan niet in combinatie met elkaar. Dit wordt een detavast-constructie genoemd. De werknemer gaat dan na een vooraf bepaalde periode van detachering in vaste dienst bij de opdrachtgever. Dit is een mogelijkheid wanneer de opdrachtgever vanwege een vacaturestop de medewerker niet direct mag aannemen, of wanneer de opdrachtgever een langere periode wenst om de werknemer te kunnen beoordelen voordat hij deze in vaste dienst neemt. 

## Headhunting
Wanneer een organisatie werknemers werft (veelal in hoge (management)functies) op basis van zijn netwerk, dan spreekt men ook wel van headhunting of executive search.

## Werving-en-selectieorganisaties
Een werving-en-selectieorganisatie werft een nieuwe medewerker voor de opdrachtgever. De medewerker komt direct in dienst van de opdrachtgever. De organisatie ontvangt vaak een percentage van het bruto jaarsalaris van de werknemer. Hoewel veel w&s-organisaties generiek werven, zijn er ook specialisten op de markt. Er zijn in Nederland meer dan duizend werving-en-selectiebureaus. Veel bureaus werken op basis van no cure, no pay en met name de gevestigde bureaus werken op basis van exclusiviteit.

## Uitzenden
Een andere bron is het uitzenden, waarbij personeel op basis van een uitzendcontract wordt uitgezonden (per willekeurige periode, variabel van een uur tot een jaar of langer) bij een opdrachtgever. Aan dit contract zijn weinig juridische aspecten verbonden. Door beide partijen kan de overeenkomst per direct worden stopgezet zonder verdere (juridische) gevolgen. De uitzendkracht wordt betaald door het uitzendbureau, dat zijn geld weer ontvangt van de opdrachtgever. Een voordeel is de flexibiliteit voor beide partijen. Dit voordeel brengt tevens nadelen met zich mee; met name onzekerheid over duur van de functie en weinig tot geen secundaire arbeidsvoorwaarden. Ongeveer 13% van alle banen in Nederland worden ingevuld door uitzendbureaus (gegevens 2007-2008).